# 3270 Dudley
3270 Dudley este un asteroid descoperit pe 18 februarie 1982 de Carolyn Shoemaker și Schelte Bus.